# Указания по безопасности R/S
Указания по риску и безопасности (фразы по риску и безопасности, R/S-фразы; англ. Risk and Safety Statements, R/S statements, R/S numbers, R/S phrases, R/S sentences) — система кодов опасности и их описаний для маркировки опасных химических веществ и материалов.

## Законодательное регулирование
Впервые Указания были введены 27 июня 1967 года Директивой ЕЭС 67/548/EEC (приложения III и IV).
6 августа 2001 года список был подтвержден директивой Евросоюза 2001/59/EC, в которой приведен перевод фраз на все языки стран — членов ЕС.
Несмотря на то, что маркировка опасных материалов R/S-фразами обязательна только на территории ЕС, данная система кодов используется также и в других странах мира.
Согласно постановлению Европарламента № 1272/2008 от 16 декабря 2008 года существующая система кодов должна быть полностью переработана в соответствии с «Согласованной на глобальном уровне системой классификации и маркировки химических веществ (СГС)» до 31 мая 2015 года.

## Расшифровка R/S кода
Указания по риску и безопасности состоят из двух частей: фраз риска (R) и фраз по безопасности (S). Каждая часть состоит из буквы (R или S) и следующего за ней перечня номеров, кодирующих конкретные факторы риска или указания по безопасности. Каждое сочетание буква-номер соответствует одинаковой по значению фразе на всех языках.
При перечислении номера разделяются дефисом. При этом фразы, соответствующие каждому из номеров, приводятся полностью, не объединяясь.
Пример:

R/S-указания для уксусной кислоты:
| Код       | Расшифровка |
| R10-35    | Огнеопасно. Вызывает сильные ожоги. |
| S23-26-45 | Не вдыхать пары. В случае попадания в глаза немедленно промыть глаза большим количеством воды и обратиться за медицинской помощью. В случае аварии или при плохом самочувствии немедленно обратиться за медицинской помощью (по возможности предъявить этикетку материала). |

Некоторые сочетания фраз являются стандартными и объединяются в одну фразу. В этом случае номера исходных фраз перечисляются через косую черту (/). Все такие сочетания регламентированы и перечислены вместе с расшифровкой в указанных директивах. Различные стандартные сочетания номеров отделяются друг от друга и от одиночных номеров в соответствии с общим правилом — через дефис.
Пример:

R/S-указания для этилбромацетата:
| Код        | Расшифровка |
| R26/27/28  | Очень токсично при вдыхании, попадании на кожу и проглатывании. |
| S7/9-26-45 | Хранить контейнер плотно закрытым и в хорошо проветриваемом помещении. В случае попадания в глаза немедленно промыть глаза большим количеством воды и обратиться за медицинской помощью. В случае аварии или при плохом самочувствии немедленно обратиться за медицинской помощью (по возможности предъявить этикетку материала). |